# 傅相殷
傅相殷（1585年—？年），字惟肖，號乃風，四川潼川州人，民籍，明朝政治人物。

## 生平
丙午四川鄉試第三十七名舉人，萬曆三十八年（1610年）庚戌科會試一百十五名，第三甲第一百七十八名進士。工部觀政，授湖廣潛江縣知縣，不久卒。

## 家族
曾祖傅實有，庠生。祖父傅嘉謨，贡生。父傅之德，庠生。母殷氏；繼母王氏。永感下。弟相高；相微。子正氣；浩氣；淑氣。